# Tectaria waterlotii
Tectaria waterlotii är en ormbunkeart som först beskrevs av Tard.-blot, och fick sitt nu gällande namn av J. P. Roux. Tectaria waterlotii ingår i släktet Tectaria och familjen Tectariaceae. Inga underarter finns listade.